# 東京シューレ
特定非営利活動法人東京シューレ（とうきょうシューレ、英語: Tokyo Shure）は、フリースクールの運営を中心に、不登校の子供とその親への支援活動を行う特定非営利活動法人。会員数（特定非営利活動促進法で定められた生徒）（2022年度）は、王子シューレ、新宿シューレ、流山シューレ、太田シューレを合わせて386名。

## 概要
法人の目的は、不登校の子供や不登校を経験した子供、および学校外の学びや交流を求める若者に対して、その成長や生活の権利を保障・拡大すること、並びに子供主体の教育の在り方を創造および発展させ、学歴社会の変革に寄与することである。
主な事業は、「フリースクール東京シューレ」の運営、フリースクール「シューレ大学」の運営、家庭を拠点とする教育の全国的ネットワーク組織「ホームシューレ」の運営である。他に、各種の相談・支援活動（不登校相談、子育て支援、引きこもり支援など）も行っている。
シューレ（英語: Shure）の語源は、「精神を自由に扱う」という意味の古代ギリシャ語から取ったとされる。ドイツ語で学校を意味するSchuleではない。

## 沿革
- 1985年 - 自身が不登校の子供を抱えていた奥地圭子が、東京都北区東十条のアパートの一室でフリースクールとして「東京シューレ」を始める。
- 1991年 - 東京都北区王子の王子ビルに移転する（現：「東京シューレ王子」）。
- 1993年 - ホームスクーリングの家庭をサポートするプログラム「ホームシューレ」の活動を開始。
- 1994年 - 「東京シューレ大田」を東京都大田区に開設。
- 1995年 - 「東京シューレ新宿」[5]を開設。
- 1999年 - 大学に準じた学びや、探求を深めたいという若者のためのフリースクール「シューレ大学」を開校。
- 1999年 - 東京都より「特定非営利活動法人東京シューレ」が認証され、2000年からNPO法人として活動開始。
- 2003年 - 千葉県教育委員会と協働し、千葉県流山市中にある旧県立流山青年の家にて「流山シューレ」を開設。
- 2003年 - 吉川英治文化賞、朝日のびのび教育賞を受賞。11月、皇太子徳仁親王・皇太子徳仁親王妃雅子夫妻が視察し、生徒達と歓談する。
- 2006年 - 学校法人東京シューレ学園を設立。
- 2007年 - 流山シューレが千葉県柏市柏の葉四丁目に移転し、「柏の葉シューレ」となる。
- 2007年 - 東京シューレ葛飾中学校を開校。
- 2008年 - 東京シューレ大田が閉校。
- 2015年 - 柏の葉シューレを千葉県流山市西初石に移転。「東京シューレ流山」と改称。
- 2018年 - 東京シューレ大田を改めて開設。
- 2020年 - 東京シューレ江戸川小学校を開校。

## 性暴力事件
1998年から2000年度に開催した宿泊型フリースクール活動で、参加した女性が成人スタッフの男から性暴力を受けた。本事件に対する損害賠償を求めた2016年の訴訟で事実を認め謝罪していたことを、2019年2月3日に朝日新聞が報じた。2019年に和解が成立した。
2021年6月12日、東京シューレの総会で、当時理事長であった奥地圭子の理事長と理事の退任が決まった。奥地氏は、性暴力事件が起きたことと、和解条項で口外禁止を求めたことなどから使用者責任を問われたという。新理事長は喜多明人早稲田大学名誉教授。

## 事業内容

### フリースクール東京シューレ

#### 概要
主に不登校の子供たちの学びの場として活動しているフリースクールである。フリースクール東京シューレには、「王子シューレ」（東京シューレ王子）、「新宿シューレ」（東京シューレ新宿）、「流山シューレ」（東京シューレ流山）、）「大田シューレ」（東京シューレ大田）の4箇所のスペースと呼ばれる施設がある。
2008年現在、日本国内では最大規模の不登校の子供達のためのフリースクールで、全国にある団体のネットワークの要としての役割も担っている。

#### 所在地
- 王子シューレ（東京都北区、最寄駅：JR京浜東北線、東京メトロ南北線王子駅、都電荒川線王子駅前）
- 新宿シューレ（東京都新宿区、最寄駅：都営大江戸線若松河田駅）
- 柏の葉シューレ（千葉県柏市、最寄駅：東武野田線初石駅）
- 大田シューレ（東京都大田区、最寄駅：京急本線雑色駅）

### その他の活動

#### 国内の活動
18歳までの子供専用の電話相談「東京シューレチャイルドライン」や、ひきこもりの当事者達が集まる「土曜サロン」、インターネットを使ったフリースクール「ライブシューレ」などの活動もある。相談活動、学生ゼミの開催、子供や子育てに関する団体やNPOとの連携もしている。設立者の奥地圭子には、不登校やいじめ等に関連する著書が多く、東京シューレ出版、教育史料出版界、講談社等から出版されている。

#### 国際的な活動
海外への主な活動としては、1998年頃から、IDEC世界フリースクール大会 (International Democratic Education Conference) に毎年参加し、世界のオルタナティブスクール、デモクラティックスクール、フリースクールなどの関係者や子供達との交流を行っている。また韓国や台湾などの東アジア地域の教育問題や不登校に関する調査や、相互交流も盛んに行なわれている。それらについては、それぞれ報告書が発行されている。

### かつて行われていた事業

#### シューレ大学
シューレ大学は、学歴を問わず、18歳以上を対象とした、知的・表現的学びの場であった。在学期間を自分で決めることができる。入学金（15万円）と学費（54万円/年）が必要である。講座の開催、不登校研究、演劇や映像、ソーラーカーのプロジェクトなどがあった。「大学」という名称であるが、学校教育法に規定される大学ではない。不登校、フリースクールの研究者として知られる朝倉景樹がスタッフとして務めていた。2020年、現場スタッフ・学生らが、東京シューレから独立したことにより、同年8月末をもって活動を休止、2020年度末をもって廃止された。

## 学校法人東京シューレ学園
特定非営利活動法人東京シューレが中心となり、2006年に「学校法人東京シューレ学園」が設立され、同年11月に東京都知事に認可された。2023年現在、以下の2校を運営している。

### 東京シューレ葛飾中学校
フリースクール以外にもフリースクールの理念に沿う形で、年間30日以上学校を休んだ不登校生徒を対象とする学校教育法第1条に基づく中学校として、東京シューレ葛飾中学校が東京都葛飾区の旧松南小学校跡に2007年4月に開校した。学びの多様化学校（いわゆる不登校特例校）に指定されている。

### 東京シューレ江戸川小学校
学校法人東京シューレ学園が東京都江戸川区の旧上一色小学校の校舎に2020年に開校した学校教育法第1条に基づく小学校。東京シューレ葛飾中学校と同様、学びの多様化学校（いわゆる不登校特例校）に指定されている。